# زنبق النهار الصغير
زنبق النهار الصغير (الاسم العلمي: Hemerocallis nana) هو نوع من النباتات يتبع جنس زنبق النهار من فصيلة المصفورية.